# Municipalité de Ahome
Ahome est une municipalité de l’État de Sinaloa, au Mexique.

## Personnalités
- Denzell García (2003-), footballeur, est né à Ahome.